# Liste von Luftfahrt-Zwischenfällen (Schweiz)
Die Liste von Flugunfällen (Schweiz) gibt einen chronologischen Überblick über die wichtigsten Flugunfälle, Flugzeugverluste und Beinahe-Katastrophen in der Geschichte der Schweizer Luftfahrt, verursacht im Schweizer Luftraum, von Schweizer Fluggesellschaften oder mit massgeblicher Schweizer Beteiligung. In der Liste sind keine Unfälle mit Kampfflugzeugen, privaten Kleinflugzeugen, Helikoptern und Ballons verzeichnet.
Die Schweizerische Sicherheitsuntersuchungsstelle (SUST), bis zum 31. Januar 2015 Schweizerische Unfalluntersuchungsstelle (SUST), untersucht Unfälle und gefährliche Ereignisse der Zivilluftfahrt in der Schweiz.

## Ereignisse bis 1945

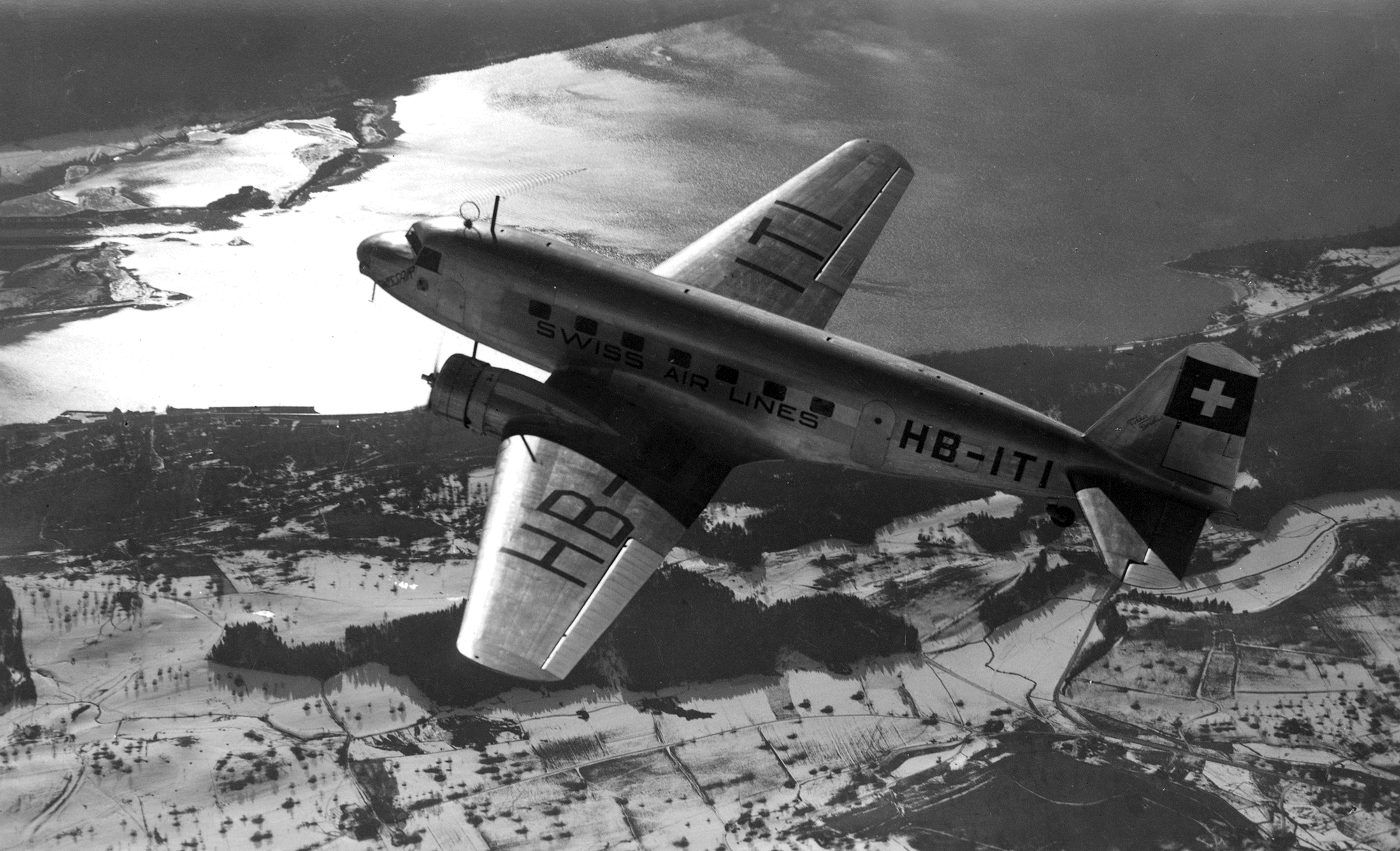
Die 1936 verunglückte Douglas DC-2 der Swissair

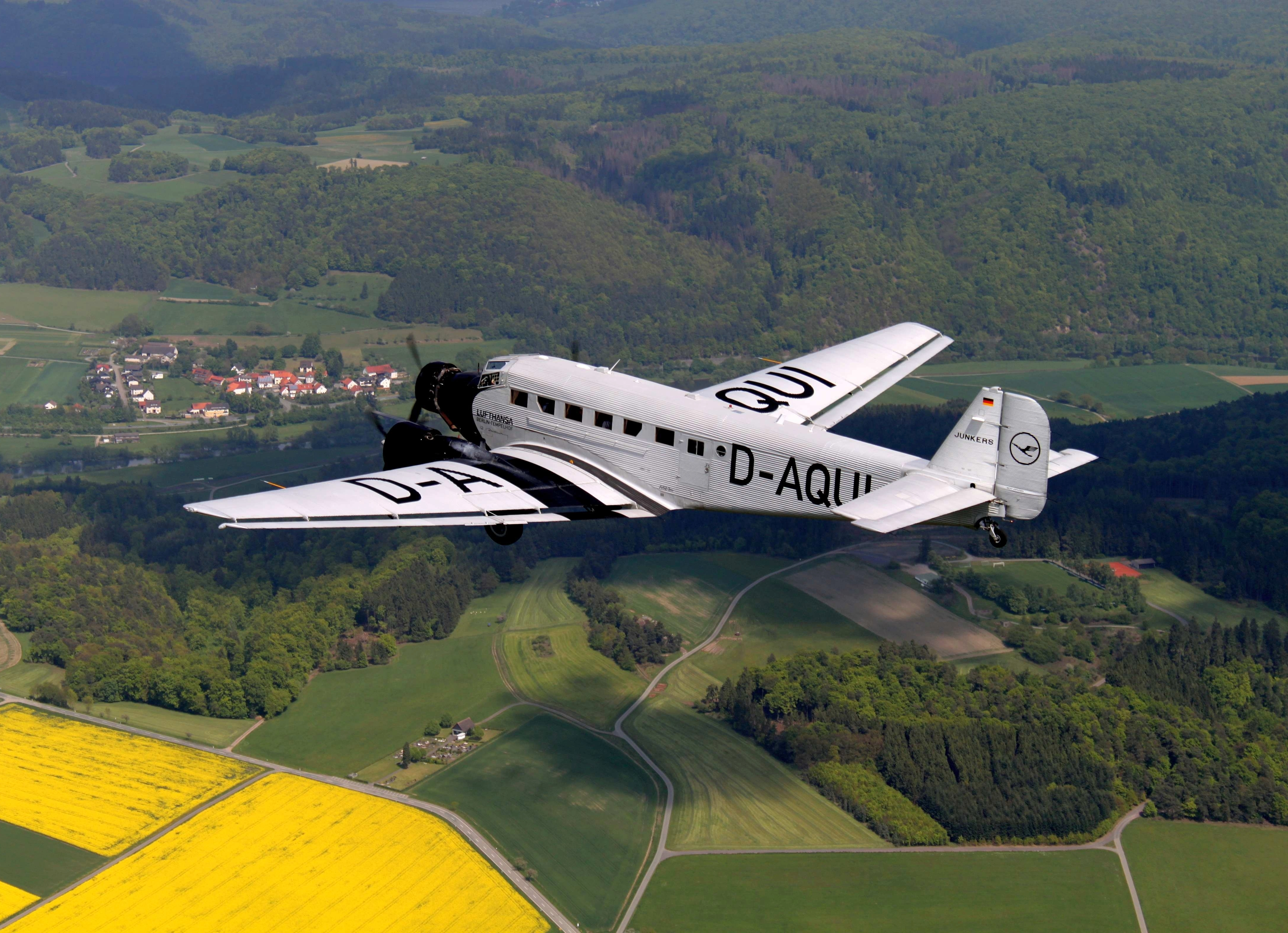
Junkers Ju 52/3m in den Farben der Lufthansa AG

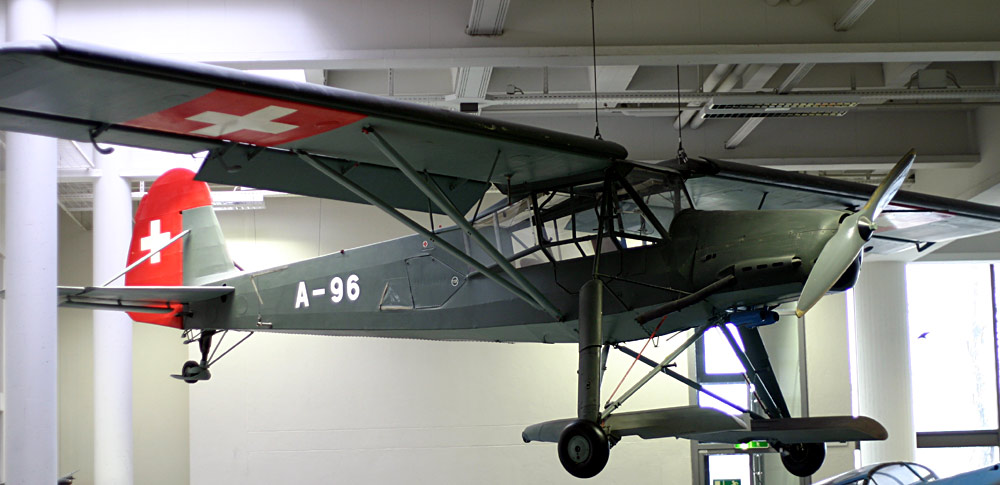
Fieseler Storch mit Kufen

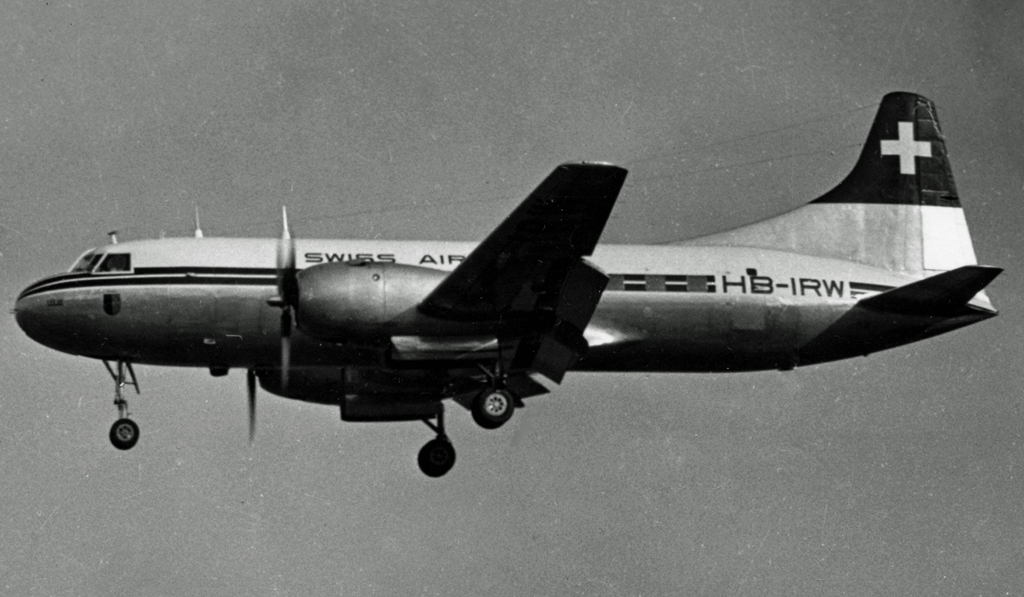
HB-IRW: Verunglückte Swissair Convair CV-240

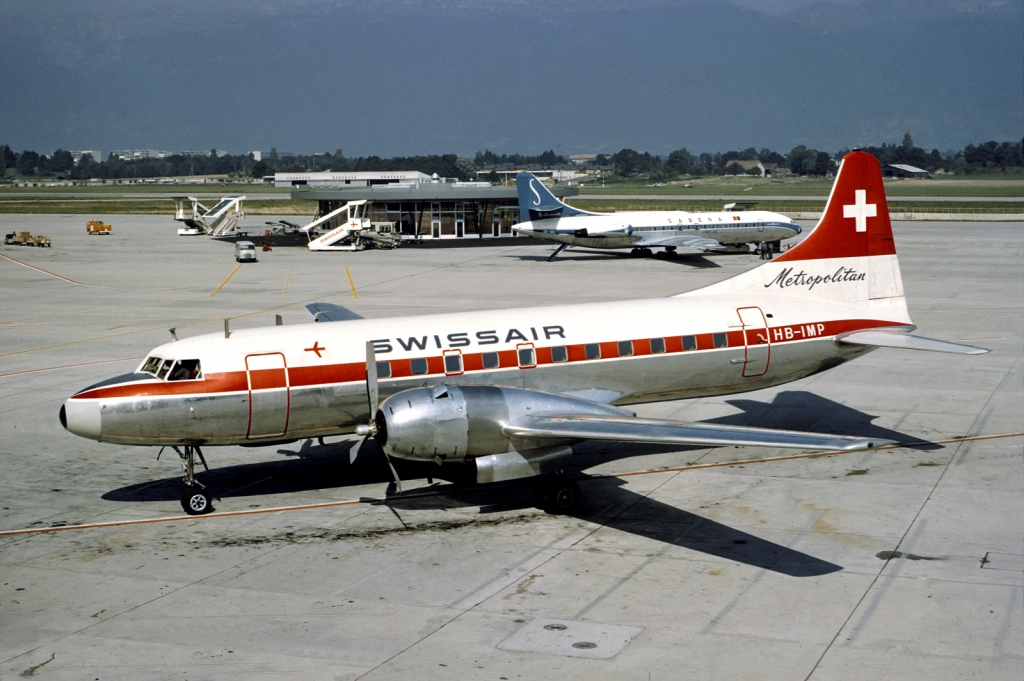
Swissair Convair CV-440

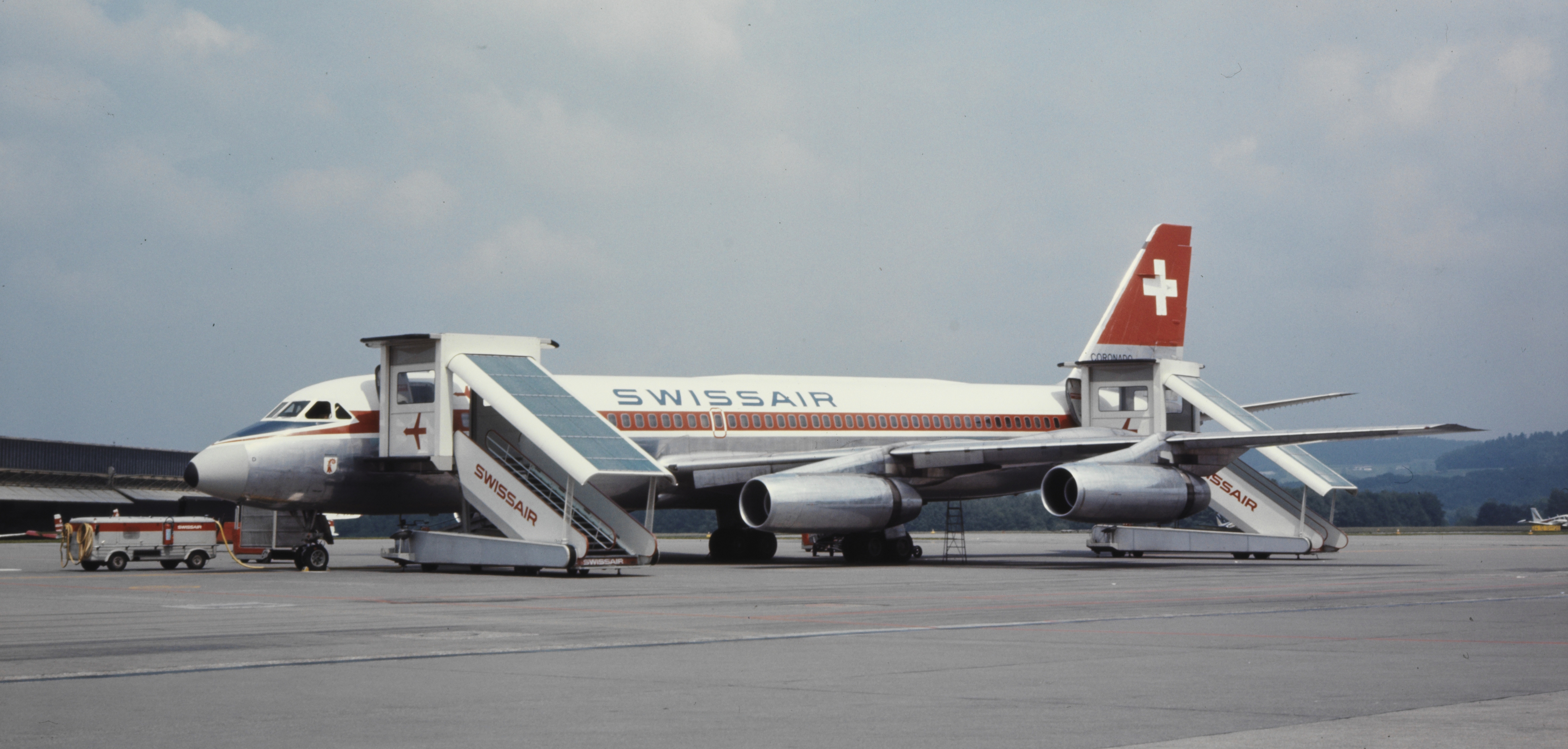
SR330: Verunglückte Convair 990A

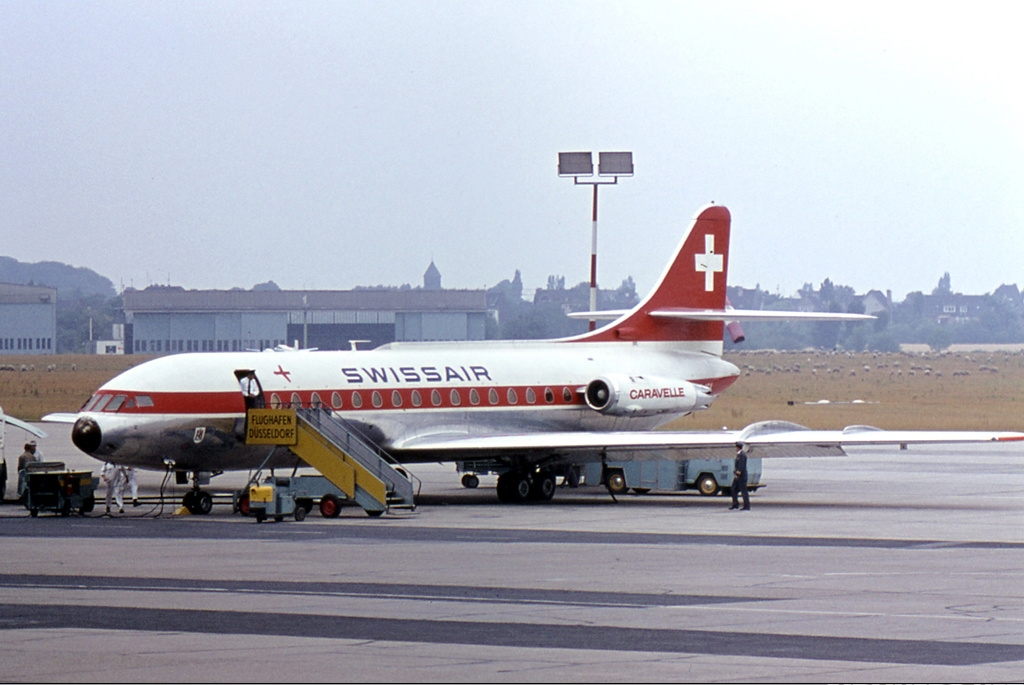
SR306: Baugleiche Caravelle

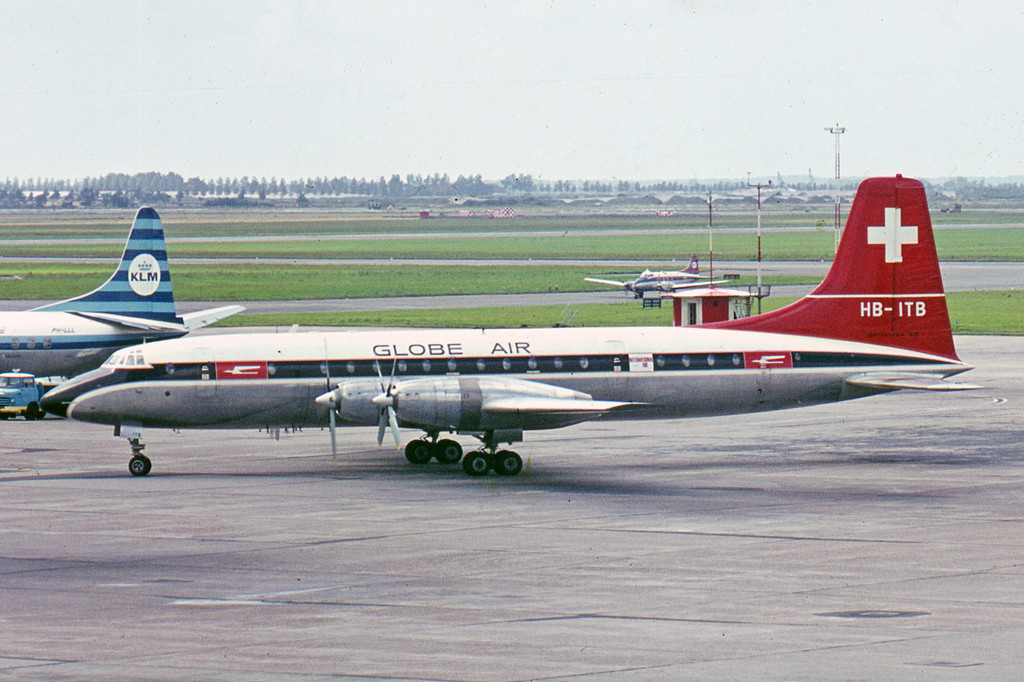
HB-ITB: Verunglückte Bristol Britannia

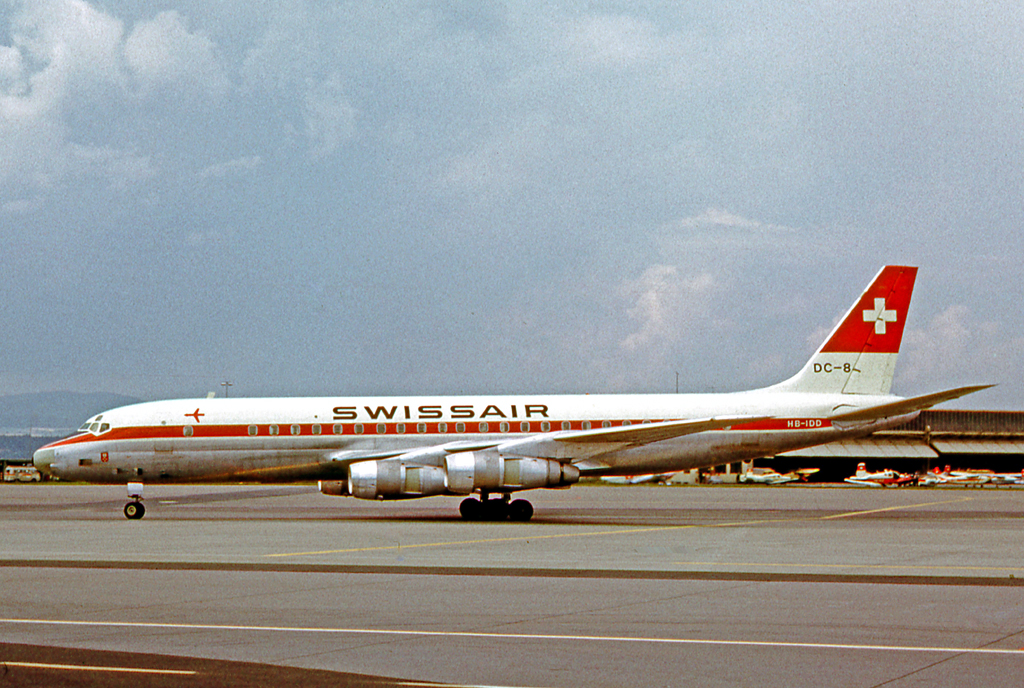
Die 1970 gesprengte Swissair Douglas DC-8-53 HB-IDD in Zürich (1965)

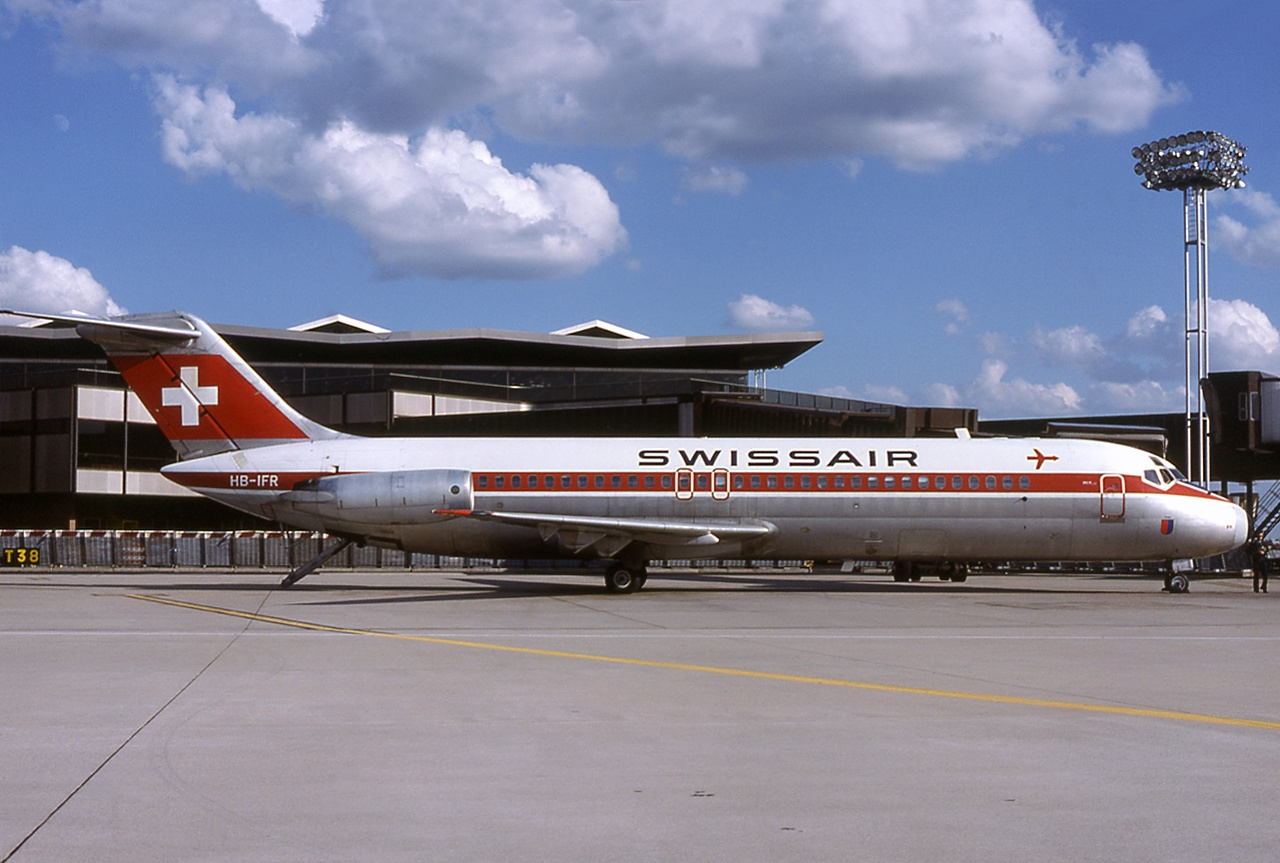
Die 1971 am Flughafen Wien-Schwechat verunglückte Douglas DC-9-32 HB-IFR

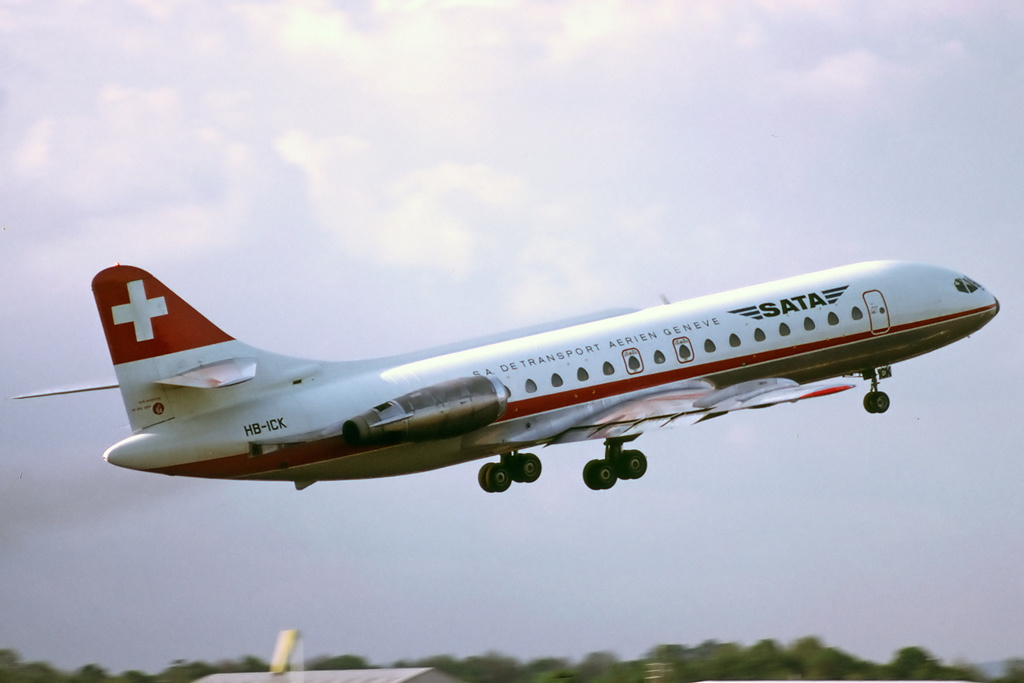
VS730: Verunglückte Caravelle HB-ICK

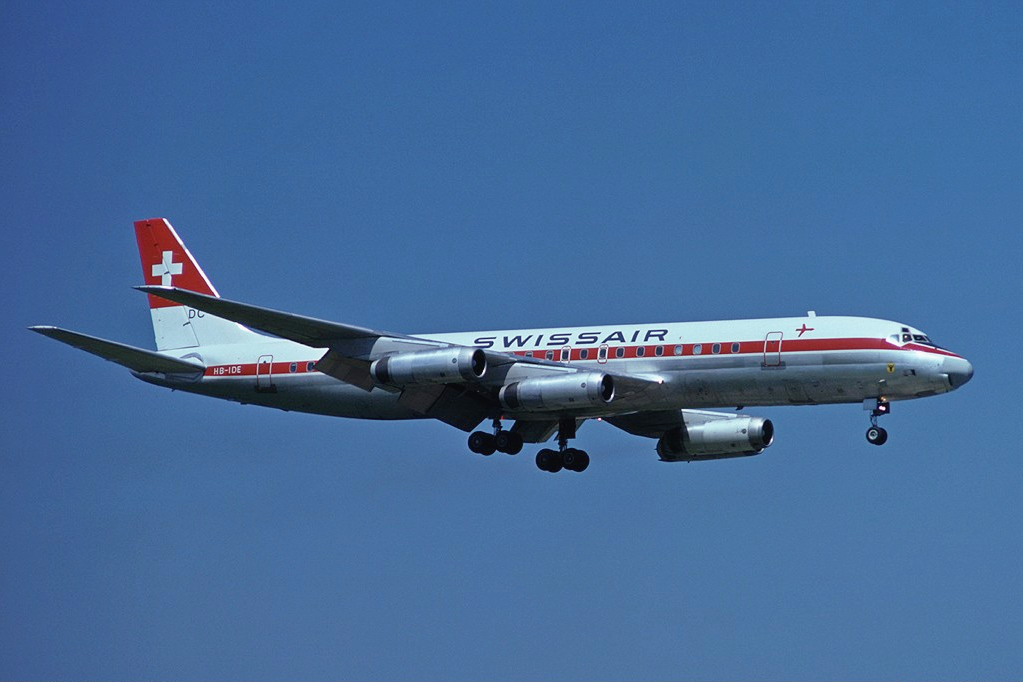
SR316: Verunglückte Douglas DC-8-62 HB-IDE

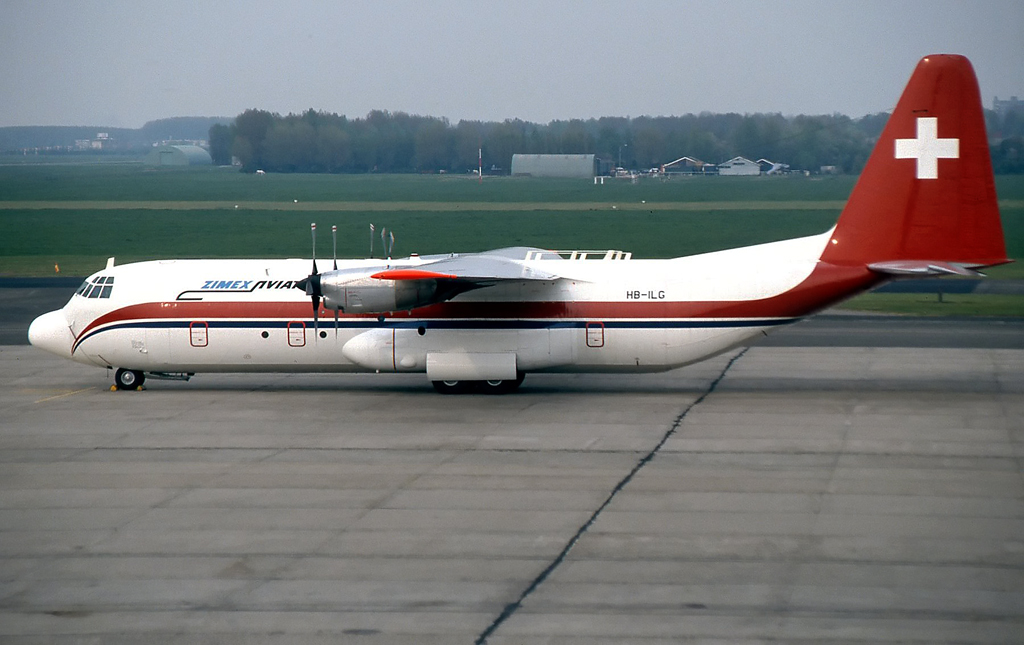
HB-ILF: Baugleiche Lockheed L-100-20 Hercules

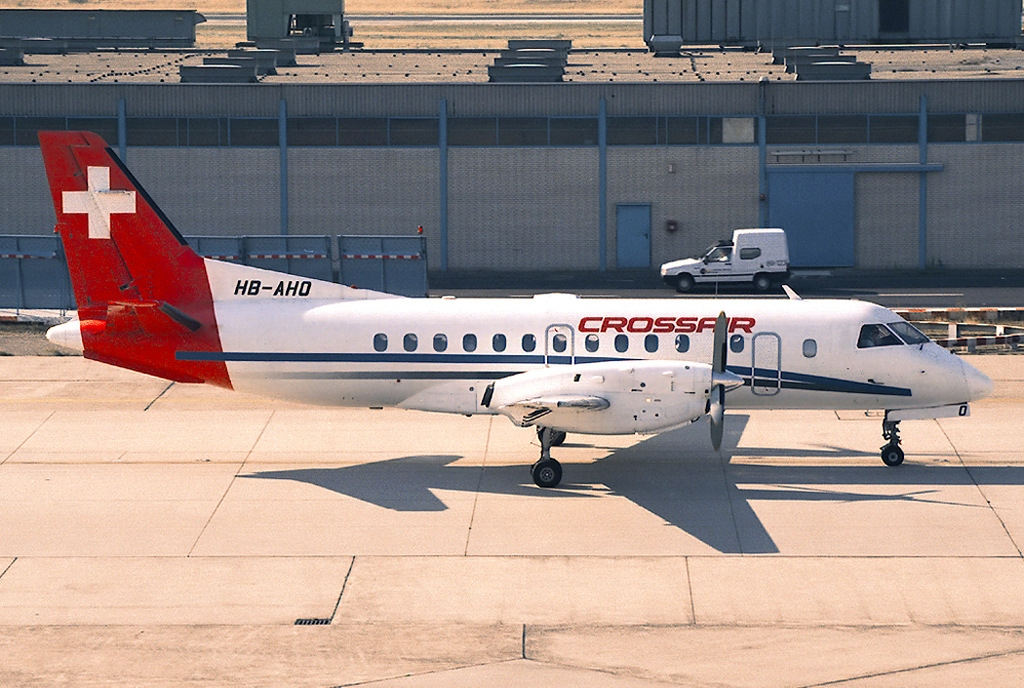
HB-AHA: Baugleiche Saab 340A in der damaligen Bemalung der Crossair

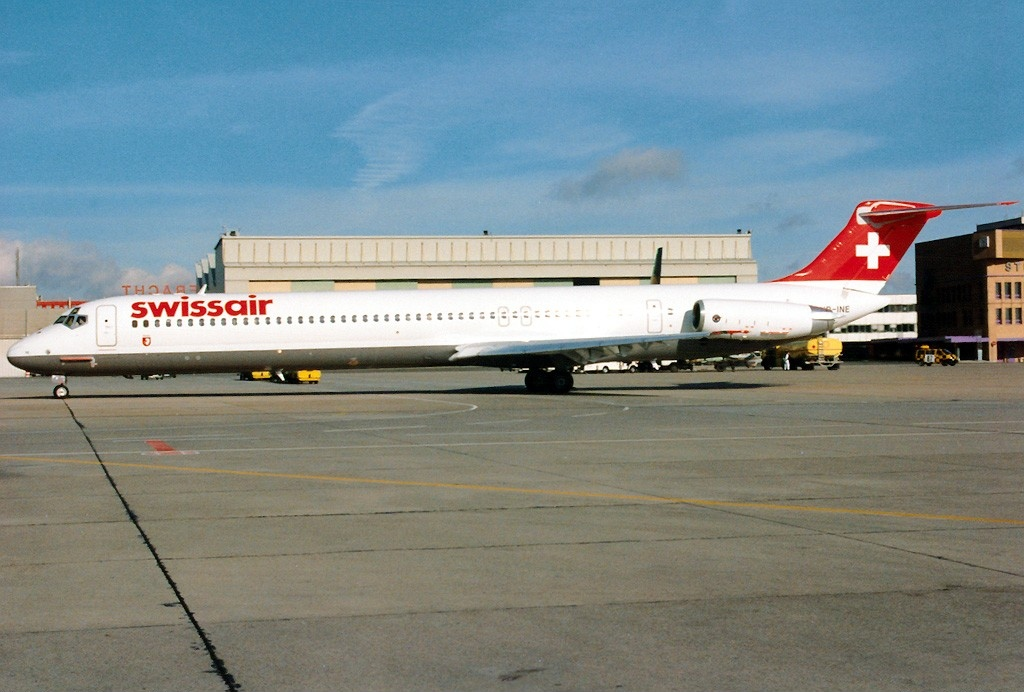
SR551: Baugleiche MD-81 in der damaligen Bemalung der Swissair

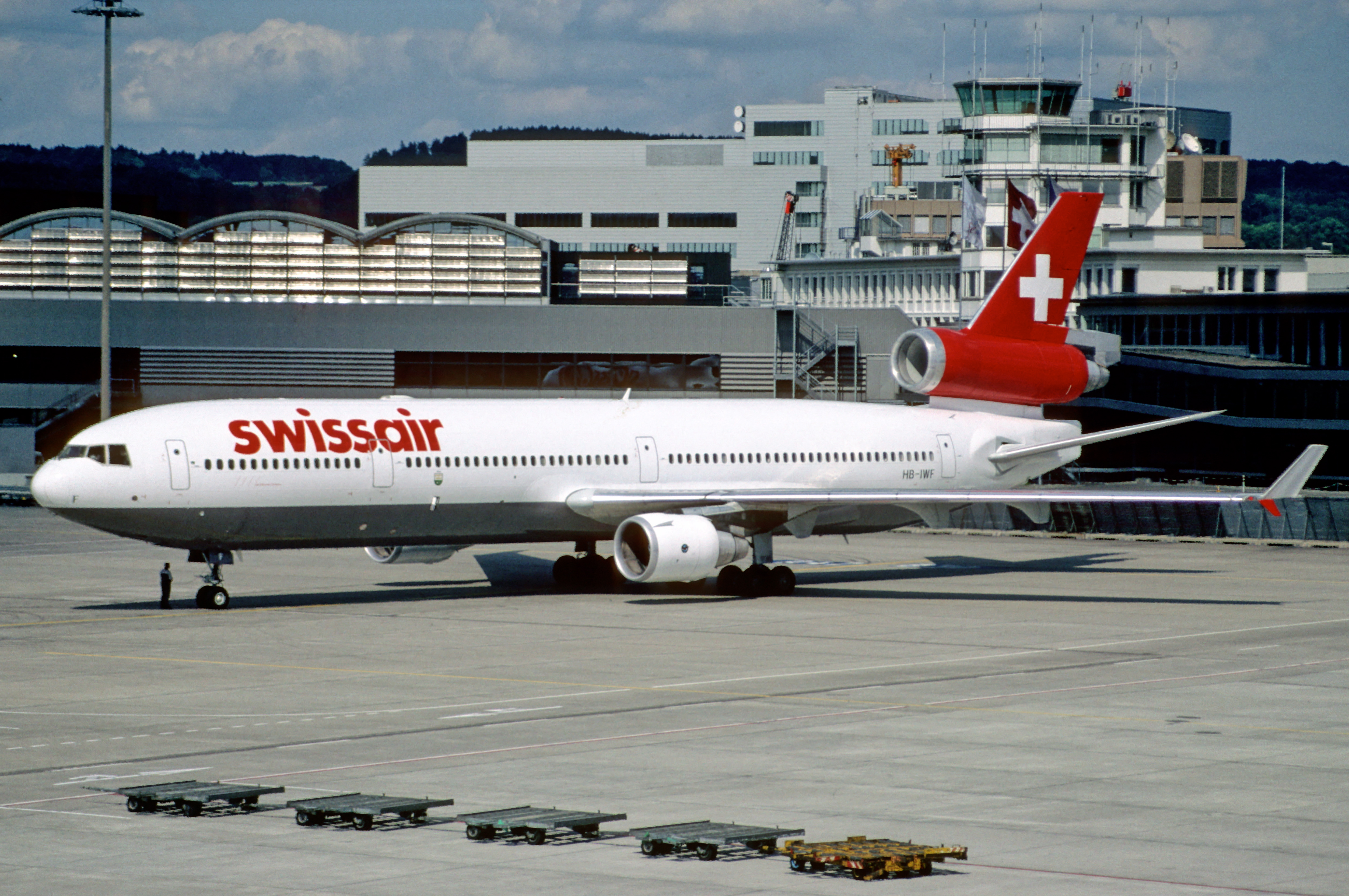
SR111: Verunglückte MD-11 HB-IWF

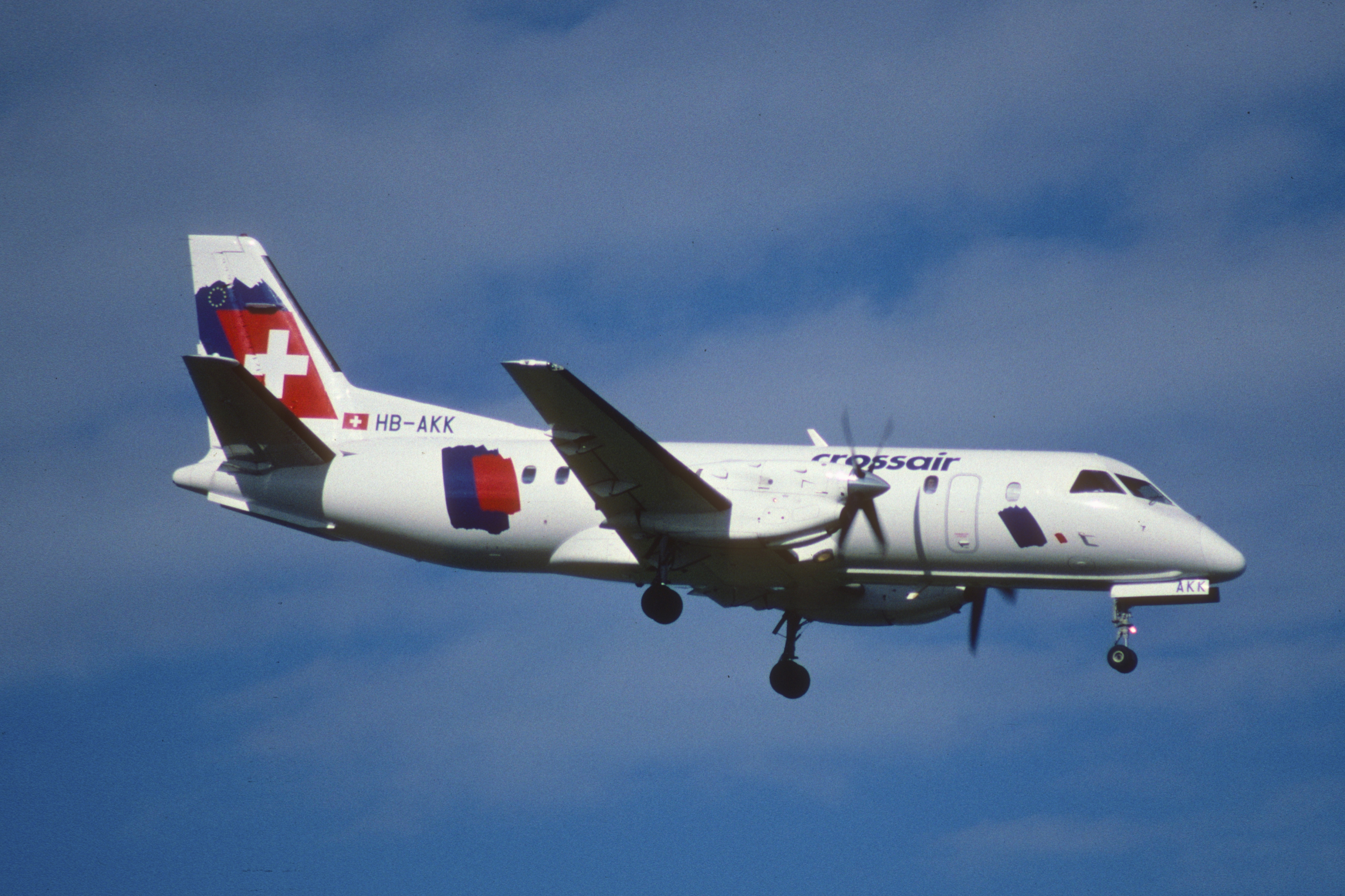
LX-498: Verunglückte Saab 340 HB-AKK

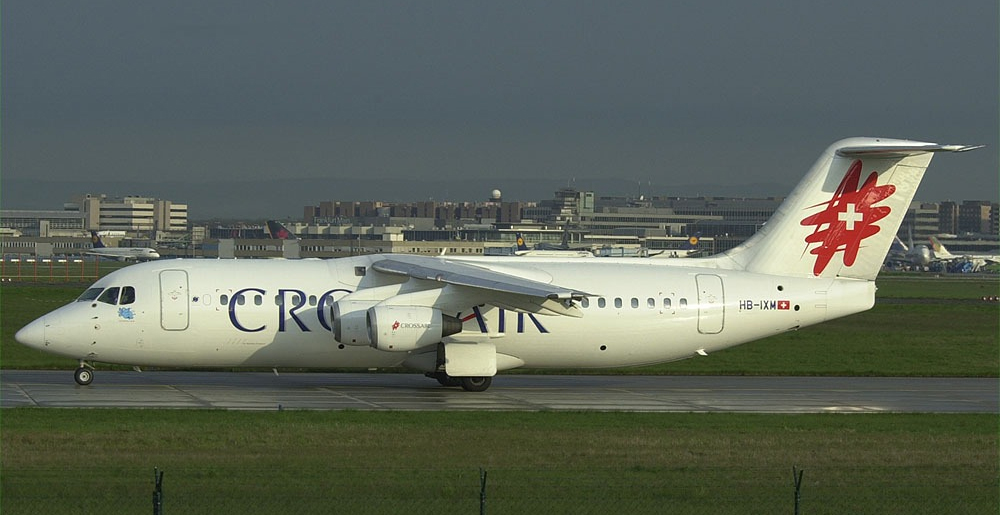
LX-3597: Verunglückte Avro RJ 100 HB-IXM

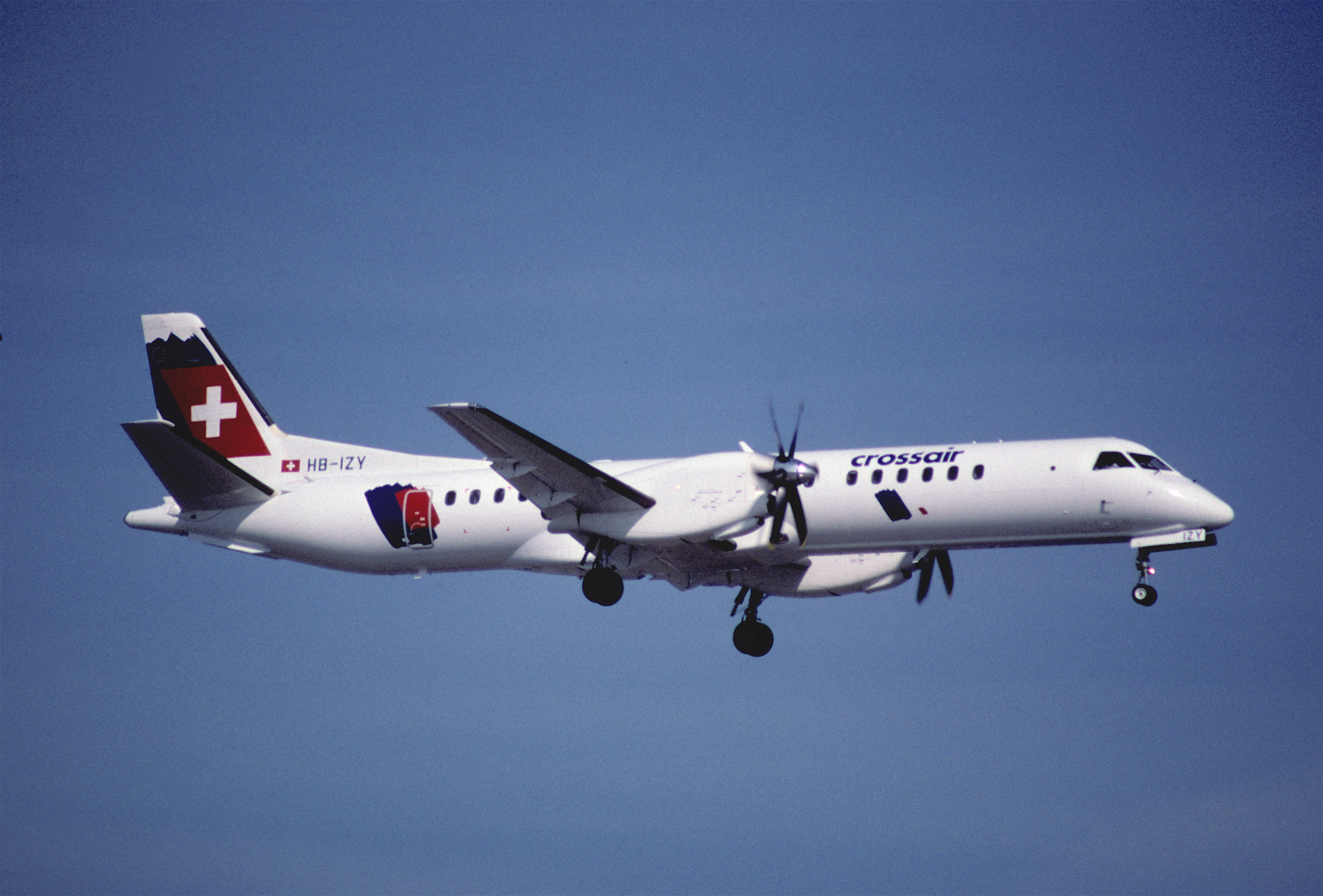
LX-850: Verunglückte Saab 2000 HB-IZY

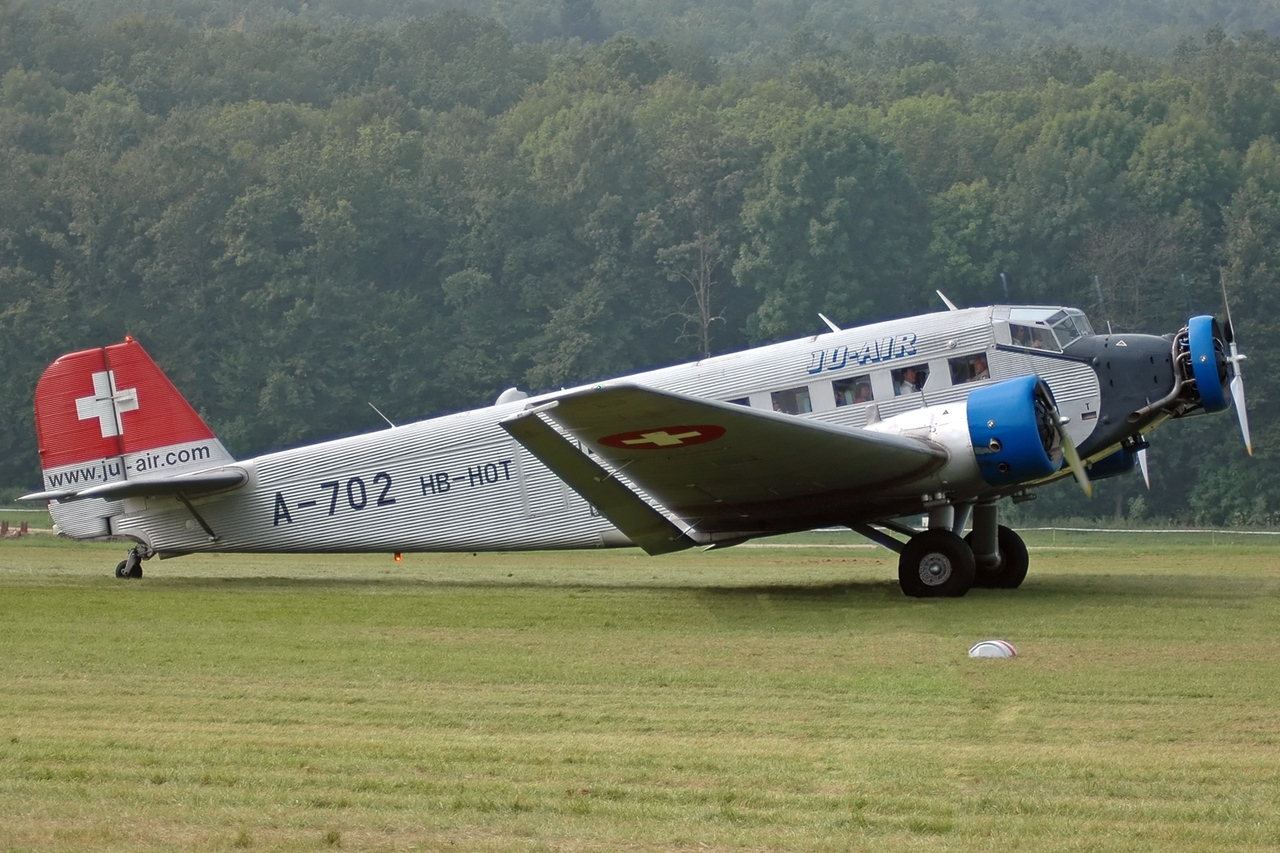
Verunglückte Ju 52 HB-HOT

- 27. Juli 1934: Ein auf dem Flughafen Zürich gestartetes Passagierflugzeug des Typs Curtiss AT-32C der Swissair stürzte nahe von Wurmlingen (Landkreis Tuttlingen) ab. Es gab 12 Tote. Bei diesem ersten schweren Unfall der noch jungen Swissair war unter den Toten die erste Stewardess Europas, Nelly Diener (siehe auch Flugzeugabsturz am 27. Juli 1934 bei Tuttlingen).[1]

- 28. Februar 1936: Startunfall der Douglas DC-2 mit dem Luftfahrzeugkennzeichen HB-ITI der Swissair auf dem Militärflugplatz Dübendorf. Aufgrund falscher Propellereinstellung erreichte der Pilot Walter Mittelholzer die erforderliche Startleistung nicht, beim anschliessenden Startabbruch verliess das Flugzeug das Flugplatzgelände, überrollte die Usterstrasse und kam erheblich beschädigt in einem Baumgarten zum Stillstand. Zwei Passagiere und der Bordfunker wurden verletzt, das Flugzeug musste abgeschrieben werden.[2]

- 30. April 1936: Die Clark GA-43 HB-ITU der Swissair stürzte auf dem Flug von Frankfurt nach Basel wegen eines Navigationsfehlers an der Rigi ab. Es gab zwei Tote.

- 1. Oktober 1938: Absturz einer Ju-52 der Lufthansa an der Nordflanke des Piz Cengalo im Bergell/Kanton Graubünden. Dabei kamen 13 Personen des Flugs von Frankfurt nach Mailand ums Leben. Das Wrack wurde sofort eingeschneit. Ein Teil der Trümmer konnte im folgenden Sommer geborgen werden. Ein Postsack wurde 1952 im Cengalogletscher gefunden. Im Sommer 1958 entdeckte der achtjährige Sohn des Hüttenwarts der nahe gelegenen Sciorahütte des Schweizer Alpen-Clubs SAC einen menschlichen Arm und weitere Leichenteile.[3][4]

- 7. Januar 1939: Die Douglas DC-2 HB-ITA der Swissair stürzte bei schlechter Sicht auf dem Flug von Zürich nach Paris bei Senlis in der Nähe von Paris ab. Von den 17 Insassen starben 5 Personen.[5]

- 20. Juli 1939: Die Junkers Ju 86 HB-IXA/HB-IXE der Swissair stürzte wegen eines Motorschadens auf dem Flug von Wien nach Zürich bei Konstanz ab. Es gab sechs Tote.

- 5. August 1939: Mit der Douglas DC-2 HB-ITE der Swissair kam es beim Flug von Basel nach Zürich (Dübendorf) bei der Landung in Dübendorf beim Überrollen des Landebahnendes zu einer Bruchlandung.

- 9. August 1944: Die Douglas DC-2 HB-ISI wurde während eines Bombenangriffs bei Stuttgart zerstört.

## Ereignisse von 1945 bis 1960
- 19. November 1946: Auf dem Weg von der Tulln Air Base bei Wien nach Pisa verirrte sich die Besatzung einer amerikanischen Douglas DC-3/C-53 bei schlechtem Wetter in den Schweizer Luftraum. Wegen der zu geringen Flughöhe schlug die Maschine auf dem Gauligletscher im Berner Oberland auf. Unter den acht Passagieren befanden sich hochrangige Militärs der amerikanischen Besatzungstruppen in Österreich und deren Angehörige sowie vier Besatzungsmitglieder. Bei dem Unfall gab es weder Schwerverletzte noch Tote. Die Maschine wurde erst einige Tage später entdeckt. In einer bis dahin beispiellosen Rettungsaktion flogen zwei Piloten der Schweizer Luftwaffe mit zwei Maschinen des Typs Fieseler Storch die Verunglückten ins Tal. Die Flugzeuge wurden behelfsmässig mit Kufen ausgerüstet. Dies war die erste alpine Luftrettung der Welt und führte 1952 zur Gründung der Schweizerischen Rettungsflugwacht (siehe auch Flugunfall auf dem Gauligletscher).[6]

- 13. Dezember 1950: Die Douglas DC-4 HB-ILE der Swissair wurde auf dem Flug von Shannon nach Gander vor der Landung auf dem Flughafen von Sydney (NS) in den Boden geflogen. Alle 31 Insassen überlebten diesen CFIT (Controlled flight into terrain).[7]

- 14. Dezember 1951: Bruchlandung der Douglas DC-4 HB-ILO der Swissair bei dichtem Nebel auf dem Flughafen Schiphol bei Amsterdam.[8]

- 19. Juni 1954: Die Convair CV-240 HB-IRW der Swissair musste wegen Treibstoffmangels in der Nähe von Folkestone, Grossbritannien im Ärmelkanal notwassern. Von den neun Personen an Bord (5 Passagiere, 4 Crew) ertranken drei Passagiere, da sie nicht schwimmen konnten und keine Schwimmwesten an Bord waren (diese waren damals noch nicht vorgeschrieben), die übrigen überlebten (siehe auch Flugunfall der Swissair im Ärmelkanal).[9]

- 15. Juli 1956: In der Nähe von Shannon, Irland stürzte eine fabrikneue Convair CV-440 der Swissair beim Überführungsflug in die Schweiz ab. Es gab 4 Tote.[10]

- 24. November 1956: Eine Iljuschin Il-12 der tschechoslowakischen Fluggesellschaft ČSA (OK-DBP) stürzte, vermutlich wegen Triebwerksproblemen, beim Landeanflug auf den Flughafen Zürich-Kloten, nur 500 Meter vom südlichen Ortsrand von Wasterkingen entfernt, in eine landwirtschaftlich genutzte Fläche ab. Alle 23 Passagiere und Besatzungsmitglieder kamen ums Leben.[11]

- 18. Juni 1957: Die in Zürich-Kloten zu einem Trainingsflug gestartete Douglas DC-3 HB-IRK der Swissair stürzte auf deutschem Gebiet bei Romanshorn wegen eines Strömungsabrisses in den Bodensee. Alle neun Menschen (ein Trainingspilot und acht Flugschüler) an Bord starben.[12]

## Ereignisse von 1960 bis 1980
- 23. September 1962: Eine Lockheed L-1049H Super Constellation der US-amerikanischen Flying Tiger Line (N6923C) musste auf dem Flug von Gander (Neufundland) nach Frankfurt am Main aufgrund mehrfachen Triebwerksausfalls in stürmischer See 800 Kilometer vor der irischen Küste im Atlantik notwassern. Von den 76 Passagieren überlebten 48 den Unfall und wurden vom Schweizer Hochseefrachter MS Celerina geborgen (siehe auch Flying-Tiger-Flug 923).

- 4. September 1963: Die Caravelle III HB-ICV der Swissair stürzte auf dem planmässigen Flug SR306 von Zürich nach Genf während des Steigflugs ab. Grund dafür war die Überhitzung der Fahrwerksbremsen während eines langen Rollmanövers am Boden. Beim Start zersprangen die Felgen und beschädigten Hydraulikleitungen. Heisse Metallsplitter entzünden darauf das Hydrauliköl. Das Flugzeug wurde manövrierunfähig und stürzte bei Dürrenäsch ab. Alle 74 Insassen und 6 Crewmitglieder starben bei dem Unfall. Von den Passagieren stammten 43 aus dem 217 Einwohner zählenden Bauerndorf Humlikon (siehe auch Swissair-Flug 306).[13]

- 10. Februar 1967: Die Convair CV-440 Metropolitain HB-IMF der Swissair wurde während eines Trainingsflugs in den Höhenzug Lägern bei Zürich geflogen. Durch diesem CFIT (Controlled flight into terrain) wurden alle 4 Insassen getötet.[14]

- 20. April 1967: Die Bristol Britannia 313 HB-ITB der Schweizer Globe Air wurde im Anflug auf Nikosia, Zypern in den Boden geflogen. Von den 130 Insassen wurden bei diesem CFIT (Controlled flight into terrain) 126 getötet (siehe auch Flugzeugkatastrophe von Nikosia).

- 18. Februar 1969: Vier Fatah-Attentäter beschossen am Flughafen Zürich ein El-Al-Flugzeug, wobei der Copilot und ein Attentäter starben.[15][16] Das Attentat lässt sich in die Terroranschläge der PLO durch die PFLP einreihen (siehe auch Attentat in Kloten).

- 21. Februar 1970: Die Convair CV-990 HB-ICD auf dem Swissair-Flug 330 stürzte nach einer Bombenexplosion an Bord bei Würenlingen ab. Alle 47 Menschen an Bord starben. Die Ursache dieses Absturzes war ein Terroranschlag der Volksfront zur Befreiung Palästinas (PFLP) von George Habasch. Der Anschlag war eigentlich gegen die israelische Fluggesellschaft El Al gerichtet. Da der Flug von München nach Tel Aviv grosse Verspätung hatte, wurde die für diesen El-Al-Flug bestimmte Postsendung auf die Swissairmaschine umgeleitet. In einem Paket war eine Bombe mit luftdruckabhängigem Zünder versteckt (siehe auch Swissair-Flug 330 und Palästinensische Terroranschläge von 1969 und 1970 gegen die Schweiz).

- 6. März 1970 Eine Handley Page HP-137 Jetstream 1 (D-INAH) der Bavaria Fluggesellschaft verunfallte im Anflug auf den Flughafen St. Moritz-Samedan. Die in München-Riem gestartete Maschine hatte einen Turbinenschaden erlitten. Die Piloten verloren die Kontrolle über das Flugzeug, und infolgedessen stürzte das Flugzeug etwa drei Kilometer vor der Landebahnschwelle ab. Beide Besatzungsmitglieder und alle neun Passagiere kamen ums Leben. Unter den Opfern befanden sich Bavaria-Gründer Max Schwabe und seine Familie (siehe auch Flugunfall bei Samedan 1970).[17][18]

- 6. September 1970: Kurz nach dem Start der DC-8 HB-IDD auf dem Flug von Zürich nach New York JFK wurde die Maschine von Terroristen der Volksfront zur Befreiung Palästinas (PFLP) entführt. An Bord befanden sich 143 Passagiere und 12 Besatzungsmitglieder. Die Piloten wurden zum Flug nach Jordanien gezwungen und mussten auf dem sogenannten Dawson Field, einem stillgelegten Flugplatz der britischen Armee, nahe der Stadt Zarqa landen. Fast zeitgleich wurden zwei weitere Flugzeuge, eine Maschine von BOAC und eine von TWA von PFLP-Terroristen entführt. Die Flugzeugentführung einer vierten Maschine der israelischen Airline El Al durch eine Gruppe unter der Leitung von Leila Chaled misslang. Die Entführer forderten die Freilassung palästinensischer Gefangener im Austausch gegen die Geiseln. Eine fünfte Maschine der britischen Airline BOAC wurde am 9. September 1970 von einem PFLP-Sympathisanten unter seine Kontrolle gebracht und als Druckmittel für die Freilassung der in London verhafteten Leila Chaled eingesetzt. Die Maschine landete ebenfalls auf dem Dawson Field. Alle Geiseln wurden schlussendlich freigelassen und die Flugzeuge gesprengt. Diese Ereignisse wurden als Teil des sogenannten Schwarzen September bekannt.

- 18. Januar 1971: Beim Endanflug auf den Flughafen Zürich-Kloten touchierte die Iljuschin Il-18 mit dem Kennzeichen LZ-BED der Balkan Bulgarian Airlines 700 Meter vor der Landebahn mit der linken Tragfläche den Boden, flog komplett ins Gelände und wurde zerstört. Durch diesen CFIT (Controlled flight into terrain) wurden 45 Menschen getötet, nur ein Kind und der Flugkapitän überlebten (siehe auch Balkan-Bulgarian-Airlines-Flug 130).[19]

- 26. Dezember 1971: Eine Douglas DC-9-32 (HB-IFR) der Swissair kollidierte beim Start vom Flughafen Wien-Schwechat frühmorgens in dichtem Nebel mit einer Beechcraft Baron. Die DC-9 streifte beim Start mit der rechten Tragfläche das Cockpit der Baron, welche sich ohne Freigabe ebenfalls auf der Start- und Landebahn befand. Beim darauf folgenden Startabbruch brach das Bugrad der DC-9 und die rechte Tragfläche fing Feuer, als die Maschine nach 200 Meter zum Stehen kam. Der Pilot der Beechcraft wurde getötet, die 76 Passagiere und fünf Besatzungsmitglieder an Bord der Swissair-Maschine blieben unverletzt. Die DC-9 wurde repariert (siehe auch Flugzeugkollision am Flughafen Wien-Schwechat 1971).[20][21]

- 10. April 1973: Eine Vickers Vanguard der britischen Invicta International Airlines (G-AXOP) wurde während des Landeanflugs in ein bewaldetes Hügelgebiet in Hochwald bei Basel geflogen. Von 145 Menschen an Bord starben bei diesem CFIT (Controlled flight into terrain) 108, nur 37 überlebten (siehe auch Invicta-International-Airlines-Flug 435).

- 17. Juli 1973: Eine Convair CV-640 der S.A. de Transport Aérien (SATA) (HB-IMM) setzte bei der Landung auf dem Flughafen Tromsø heftig auf der Landebahn auf und sprang erneut in die Luft. Beim zweiten Aufprall – auf das Bugfahrwerk – brach dieses zusammen. Alle 60 Insassen überlebten den Unfall. Das Flugzeug wurde zum Totalschaden.[22]

- 18. Dezember 1977: Eine aus Genf kommende Caravelle 10R der S.A. de Transport Aérien (HB-ICK) wurde während des Landeanflugs vier Kilometer südöstlich des Flughafens Madeira ins Meer geflogen. Durch diesen CFIT (Controlled flight into terrain) wurden von den 57 Personen an Bord 36 getötet.[23] Als Ursache wurde menschliches Versagen festgestellt. Dieser Unfall trieb die Fluggesellschaft SATA in den Konkurs. Im Oktober 2011 wurde das Wrack der Maschine gefunden, unerwarteterweise weniger tief als bis dahin vermutet worden war (siehe auch S.A.-de-Transport-Aérien-Flug 730).[24]

- 7. Oktober 1979: Die Douglas DC-8 HB-IDE des Swissair-Flugs SR316 schoss bei starkem Regen und Aquaplaning über das Landebahnende in Athen, Griechenland hinaus. Dabei kam es zu 14 Todesopfern (siehe auch Swissair-Flug 316).[25]

## Ereignisse von 1980 bis 2000
- 17. Oktober 1982: Eine Boeing 707-366C der Egypt Air (SU-APE) setzte im Landeanflug auf den Flughafen Genf 50 Meter vor der Landebahn auf, wurde wieder hochgeschleudert und kam seitlich von der Landebahn ab. Bei dem Unfall wurde die Flugzeugfront schwer beschädigt, außerdem brach die rechte Tragfläche ab. Die Maschine musste als Totalverlust abgeschrieben werden. Alle 182 Insassen, darunter 172 Passagiere, überlebten den Vorfall.[26]

- 14. Oktober 1987: Eine Lockheed L-100-20 der Zimex Aviation (HB-ILF) stürzte nach der Explosion von Triebwerk Nr. 3 etwa 40 Kilometer westlich von Kuito, Angola ab. Es wurde vermutet, dass die Maschine abgeschossen wurde (siehe auch Abschuss einer Lockheed L-100 der Zimex Aviation).[27]

- 23. Februar 1989: Bei dem ungeklärten Absturz einer Aero Commander 690D „Jetprop900“ der Rheintalflug (OE-FCS) in den Bodensee bei Rorschach kamen 11 Menschen ums Leben, unter ihnen der damalige österreichische Sozialminister Alfred Dallinger (siehe auch Rheintalflug-Flug 102).

- 21. Februar 1990: Im Rahmen eines Trainingsfluges verursachte der Crossair-Pilot Hans Lutz den weltweit ersten Totalverlust einer Saab 340, als er auf dem Flughafen Zürich-Kloten irrtümlich das Fahrwerk der stehenden Maschine (HB-AHA) einfuhr, woraufhin diese mit dem Rumpf auf dem Asphalt aufschlug. Die drei Insassen der Maschine blieben unverletzt. Der Zwischenfall wurde erst nach dem Flugunfall vom 24. November 2001 (siehe unten) bekannt, der auf eine massive fliegerische Inkompetenz desselben Kapitäns zurückgeführt wird.[28][29][30]

- 14. November 1990: Eine Douglas DC-9 der Alitalia wurde während des Landeanflugs auf die Piste 14 des Flughafens Zürich-Kloten bei Weiach in den Stadlerberg geflogen. Durch diesen CFIT (Controlled flight into terrain) wurden 46 Menschen getötet (siehe auch Alitalia-Flug AZ 404).

- 15. Oktober 1993: Bei einer McDonnell Douglas MD-81 des Swissair-Flugs SR551 von München nach Zürich brach einige Minuten nach dem Start ein Schwelbrand im Cockpit mit massiver Rauchentwicklung aus. Die Ursache war ein überlasteter/defekter Emergency-Power-Schalter. Die Maschine musste in München notlanden. Alle 95 Insassen blieben unverletzt.[31]

- 24. Januar 1994: Beim Anflug auf den Flugplatz Altenrhein stürzte eine Cessna 425 (D-IEFW) in den Bodensee. Alle fünf Insassen kamen dabei ums Leben (siehe auch Absturz einer Cessna 425 in den Bodensee).

- 2. September 1998: Rund eine Stunde nach dem Start des Swissair-Flugs SR 111 von New York nach Genf brach in der McDonnell Douglas MD-11 HB-IWF ein Feuer hinter dem Cockpit aus, das zu starker Rauchentwicklung und schliesslich zum Ausfall aller Instrumente führte. Auf dem Weg zur Notlandung in Halifax (Nova Scotia), Kanada, stürzte das Flugzeug vor der Küste Neuschottlands in den Atlantik. Alle 229 Menschen an Bord kamen ums Leben. Dieser Absturz war der grösste und verlustreichste Unfall in der Geschichte der Schweizer Luftfahrt (siehe auch Swissair-Flug 111).[32]

## Ereignisse ab 2000
- 10. Januar 2000: Die Saab 340 HB-AKK der Crossair stürzte auf dem Flug von Zürich nach Dresden kurz nach dem Start auf ein Feld bei Nassenwil. Der moldawische Kapitän, mit sehr begrenzten Englischkenntnissen, hatte die räumliche Orientierung verloren und das Flugzeug in einen Spiralsturz gebracht. Der slowakische Kopilot unternahm nichts gegen den Spiralsturz. Alle 10 Menschen an Bord starben.[33]

- 13. Januar 2000: Eine Short 360-300 der schweizerischen Fluggesellschaft Avisto (HB-AAM) musste 5 Kilometer vom Flughafen Brega entfernt vor der libyschen Küste notgewassert werden. Dabei ertranken 22 der 41 Insassen. Schwimmwesten waren nicht an Bord. Die Maschine kam im Auftrag der US-amerikanischen Sirte Oil Company aus Tripolis. Die Piloten hatten versäumt, die Enteisungsanlage der Triebwerke einzuschalten, da sie ununterbrochen ein sachfremdes Thema diskutiert hatten (siehe auch Flugunfall einer Shorts 360 bei Brega).[34]

- 24. November 2001: Die Avro RJ 100 HB-IXM der Crossair, aus Berlin-Tegel kommend, wurde etwa 6 Kilometer vor der Landebahn des Flughafens Zürich bei Bassersdorf in den Wald geflogen. Von den 33 Menschen an Bord starben 24 bei diesem CFIT (Controlled flight into terrain), fünf wurden schwer verletzt (siehe auch Crossair-Flug 3597).

- 1. Juli 2002: Eine russische Tupolew Tu-154 der Bashkirian Airlines (RA-85816) und eine Frachtmaschine der DHL des Typs Boeing 757 (A9C-DHL) kollidierten in 11‘000 m Höhe über dem Bodensee in der Nähe von Überlingen und stürzten ab. Einer der Gründe für die Flugzeugkollision waren Fehler des diensthabenden Fluglotsen der Schweizer Skyguide. Insgesamt gab es 71 Tote (siehe auch Flugzeugkollision von Überlingen).

- 10. Juli 2002: Die Piloten einer Saab 2000 (HB-IZY) der Swiss International Airlines mussten auf dem Flug von Basel nach Hamburg wegen Schlechtwetterverhältnissen zum Flughafen Berlin-Tegel ausweichen. Wegen Treibstoffmangels bat die Crew um Vorrang, entschloss sich jedoch zur Landung auf dem teilweise stillgelegten Flugplatz Werneuchen. Nach dem Aufsetzen überrollte das Flugzeug einen 1 Meter hohen Erdwall, wodurch alle drei Fahrwerksbeine abbrachen. Die Maschine kam auf dem Rumpf liegend mit einem brennenden Triebwerk zum Stehen; es entstand Totalschaden (siehe auch Swiss-Flug 850).[35]

- 17. Februar 2014: Auf einem Flug von Addis Abeba nach Rom entführte der Erste Offizier eine Boeing 767-300 (ET-AMF), nachdem der Kapitän auf die Toilette gegangen war. Anschließend flog er die Maschine nach Genf, um dort politisches Asyl zu beantragen. Während er Warteschleifen flog, drohte er, die Maschine abstürzen zu lassen, falls der Kapitän nicht aufhöre, die Cockpittür aufzubrechen. Bei der Landung befand sich nur noch Treibstoff für wenige Flugminuten an Bord.[36] Schweizer Behörden stellten später fest, dass der Erste Offizier nicht urteilsfähig war (siehe auch Ethiopian-Airlines-Flug 702).

- 4. August 2018: Beim Absturz einer historischen Junkers Ju 52 im Kanton Graubünden kamen 20 Menschen ums Leben (siehe auch Absturz der Junkers Ju 52 HB-HOT).
- 23. Dezember 2024: Die Piloten eines Swiss International Airlines Fluges von Bukarest nach Zürich mussten den Airbus A220-300 notlanden nach einem Triebwerksversagen und auftretendem Rauch in der Kabine. Ein Flugbegleiter starb nach sieben Tagen an einer Rauchvergiftung (siehe auch Swiss-Flug 1885).[37]